# Cageri
Cageri (gruzínsky ცაგერი) je administrativním střediskem okresu Cageri v kraji Rača-Lečchumi a Dolní Svanetie. S asi 1320 obyvateli je nejmenším městem Gruzie (2014).

## Poloha
Cageri leží v střední části Gruzie, necelých 200 km od hlavního města Tbilisi, 35 km severozápadně od krajského města Ambrolauri, při pravém břehu Cchenisckali, která je pravým přítokem Rioni. Město je obklopeno horami, které jižně od města dosahují nadmořské výšky 1000 m a severozápadně 3174 m (vrchol Cikuri v Egrisském hřbetu).

## Historie
Již od středověku bylo a je Cageri sídlem eparchie gruzínské pravoslavné církve. Historik a geograf Wachušti, syn gruzínského krále Vachtanga VI., hodnotil původní, nádhernými freskami zdobený kostel s klenutou střechou v Cageri z počátku 18. století jako „výtečně postavený“. Navzdory tomu byl koncem 19. století značně přestavěn, přičemž došlo ke ztrátě těchto fresek.
Politicky patřilo město k historické provincii Lečchumi (původně zvané Takveri), která v době spojeného gruzínského státu od 11. do 15. století byla postupně podřízená princům ze Svanetie a Rače. Po rozpadu spojeného státu se Cageri spolu s Lečchumi stalo od roku 1455 součástí Království Imeretie, později pod místním šlechtickým rodem Čikovani se fakticky osamostatnilo, než se roku 1714 díky příbuzenským vztahům k rodu Dadiani z Mingrelie s tímto vévodstvím sjednotilo.
Roku 1857 spadlo Cageri s vévodstvím Mingrelie pod Ruské impérium a bylo začleněno do Gubernie Kutais, přičemž dostalo (ruská) městská práva jako správní středisko Ujezdu Lečchumi, pod který spadaly kromě původního území i části Svanetie.
Za sovětské éry mělo Cageri jako správní středisko roku 1930 založeného rajónu Gruzínské SSR statut sídla městského typu, než roku 1968 znovu získalo statut města. Kolem roku 1960 narostl počet obyvatel na dvojnásobek, když byla na řekách Cchenisckali a několik kilometrů východně tekoucí Ladžanuri vybudována přehradní nádrž s vodní elektrárnou a Cageri začalo sloužit jako logistické a pobytové středisko pracovníků.

## Obyvatelstvo
Vývoj obyvatelstva
| Rok  | Počet obyvatel |
| ---- | -------------- |
| 1897 | 687            |
| 1959 | 4709           |
| 1970 | 2081           |
| 1979 | 2081           |
| 1989 | 1359           |
| 2002 | 1913           |
| 2009 | 1800           |
| 2014 | 1320           |

## Pozoruhodnosti
V Cageri je Katedrála Nanebevzetí Panny Marie, hlavní kostel Eparchy z Cageri a Lentechi gruzínské ortodoxní církve, a Klášter Svatého Maxima Vyznavače se stejnojmenným kostelem, kde se nachází hrob řeckého mnicha a teologa. Tento zemřel ve vyhnanství 13. srpna 662 v kastelu, který podle jedné verze odpovídá pozdější pevnosti Murisciche nedaleko Cageri. Ve městě je též vlastivědné muzeum. V nedaleké vesnici Bardnala se nachází v muzeum přeměněný rodný dům básníka Lado Assatiani (1917–1943).